# Henning Lund-Sørensen
Henning Lund-Sørensen (* 20. März 1942) ist ein ehemaliger dänischer Fußballschiedsrichter.

## Karriere
Am 6. September 1975 pfiff Lund-Sørensen mit der Begegnung Belgien gegen Island (1:0) in der EM-Qualifikation erstmals ein Spiel auf internationaler Ebene. Wenig später wurde er auch in europäischen Pokalwettbewerben eingesetzt. Bei der WM 1982 in Spanien leitete er ein Gruppenspiel zwischen Spanien und Jugoslawien (2:1). Dies blieb sein einziger Einsatz bei einer Welt- oder Europameisterschaft. 1991 leitete er zum letzten Mal ein internationales Spiel.

## Privates
Lund-Sørensen lebt in Brabrand, einem Vorort von Aarhus. Hauptberuflich war er Ingenieur. Neben Dänisch spricht er auch Englisch und Deutsch.